# ICAO空港コードの一覧/H
ICAOコードによる空港の一覧：A - B - C - D - E - F - G - H - I - J - K（KA - KG - KN） - L - M - N - O - P - Q - R - S - T - U - V - W - X - Y - Z
この一覧では次のような形式で列挙する。
- ICAOコード（IATAコード）– 空港名 – 空港の所在地

## HA - エチオピア
カテゴリと一覧も参照
- HAAB (ADD) - ボレ国際空港 - アディスアベバ
- HAAL       - Lideta Army Airport（英語版） - アディスアベバ
- HAAM (AMH) - Arba Minch Airport（英語版） - Arba Minch（英語版）
- HAAX (AXU) - アクスム空港（英語版） - アクスム
- HABD (BJR) - Bahir Dar Airport（英語版） - バハルダール
- HABE (BEI) - Beica Airport（英語版） - Beica（英語版）
- HABU (BCY) - Bulchi Airport - Bulchi
- HADC (DSE) - Combolcha Airport（英語版） - デセ
- HADD (DEM) - デムビドロ空港 - デムビドロ
- HADM (DBM) - Debre Marqos Airport（英語版） - Debre Marqos（英語版）
- HADR (DIR) - アバ・テナ・デジャズマッチ・イルマ国際空港 - ディレ・ダワ
- HADT (DBT) - Debre Tabor Airport（英語版） - Debre Tabor（英語版）
- HAFN (FNH) - Fincha Airport（英語版） - Finicha'a（英語版）
- HAGB (GOB) - Robe Airport（英語版） - Goba（英語版）
- HAGH (GNN) - Ghinnir Airport（英語版） - Ghinnir（英語版）
- HAGM (GMB) - Gambela Airport（英語版） - ガンベラ
- HAGN (GDQ) - ゴンダール空港（英語版） - ゴンダール
- HAGO (GDE) - Gode Airport（英語版） (軍用) - Gode（英語版）
- HAGR (GOR) - Gore Airport（英語版） - Gore, Ethiopia（英語版）
- HAHM (QHR) - Harar Meda Airport（英語版） - Debre Zeyit（英語版）
- HAHU (HUE) - Humera Airport（英語版） - Humera（英語版）
- HAJM (JIM) - Aba Segud Airport（英語版） - ジンマ
- HAKD (ABK) - Kabri Dar Airport（英語版） - Kabri Dar（英語版）
- HAKL (LFO) - Kelafo Airport - Kelafo（英語版）
- HALA (AWA) - Awasa Airport（英語版） - アワッサ
- HAMK (MQX) - Alula Aba Nega Airport（英語版） - メックエル
- HAMN (NDM) - Mendi Airport - Mendi, Ethiopia（英語版）
- HAMT (MTF) - Mizan Teferi Airport（英語版） - Mizan Teferi（英語版）
- HANG (EGL) - Neghele Airport（英語版） (軍用) - Negele Boran（英語版）
- HANJ (NEJ) - Nejjo Airport - Nejo（英語版）
- HANK (NEK) - Nekemte Airport（英語版） - Nekemte（英語版）
- HASO (ASO) - Asosa Airport（英語版） - アソサ
- HATP (TIE) - Tippi Airport（英語版） - Tippi, Ethiopia（英語版）
- HAWC (WAC) - Wacca Airport（英語版） - Wacca（英語版）

## HB - ブルンジ
カテゴリと一覧も参照
- HBBA (BJM) - ブジュンブラ国際空港 - ブジュンブラ
- HBBE (GID) - ギテガ空港（英語版） - ギテガ
- HBBO (KRE) - キルンド空港（英語版） - キルンド

## HC - ソマリア
カテゴリと一覧も参照

ソマリランドのカテゴリと一覧も参照
- HCMA (ALU) - Alula Airport（英語版） - アルーラ
- HCMB (BIB) - Baidoa Airport（英語版） - Baidoa
- HCMC (CXN) - Candala Airport（英語版） - カンダーラ
- HCMD (BSY) - バルデラ空港（英語版） - バルデラ
- HCME (HCM) - エイル空港（英語版） - エイル
- HCMF (BSA) - Bender Qassim International Airport（英語版） - ボサソ
- HCMG (GSR) - Qardho Airport（英語版） - カルド (ソマリア)
- HCMH (HGA) - ハルゲイサ国際空港 - ハルゲイサ
- HCMI (BBO) - ベルベラ空港 - ベルベラ
- HCMJ (LGX) - Lugh Ganane Airport - ルーク
- HCMK (KMU) - キスマヨ空港（英語版） - キスマヨ
- HCMM (MGQ) - アデン・アッデ国際空港 - モガディシュ
- HCMN       - ベレトウェイン空港（英語版） - ベレトウェイン
- HCMO (CMO) - Obbia Airport（英語版） - ホビョ
- HCMR (GLK) - アブドゥラヒ・ユスフ国際空港（英語版） - ガルカイヨ
- HCMS (CMS) - Iskushuban Airport - イスクシュバーン
- HCMU (ERA) - エリガボ空港（英語版） - エリガボ
- HCMV (BUO) - ブラオ空港 - ブラオ
- HCMW (GGR) - ガローウェ国際空港（英語版） - ガローウェ

## HD - ジブチ
カテゴリと一覧も参照
- HDAG - Assa-Gueyla Airport（英語版） - Assa-Gueyla（英語版）
- HDAM (JIB) - ジブチ国際空港 - ジブチ市
- HDAS (AII) - アリ・サビエ空港（英語版） - アリ・サビエ
- HDCH - Chabelley Airport（英語版） - Chabelley（英語版）
- HDDK - ディキル空港（英語版） - ディキル
- HDHE - Herkale Airport（英語版） - Herkale
- HDMO (MHI) - Moucha Airport（英語版） - Moucha Island（英語版）
- HDOB (OBC) - オボック空港 - オボック
- HDTJ (TDJ) - タジュラ空港（英語版） - タジュラ

## HE - エジプト
カテゴリと一覧も参照
- HEAR (AAC) - アリーシュ国際空港（英語版） - アリーシュ
- HEAT (ATZ) - アシュート空港 - アシュート
- HEAX (ALY) - アレクサンドリア国際空港 - アレクサンドリア
- HEBA (HBE) - ボルグ・エル・アラブ空港 - アレクサンドリア
- HEBL (ABS) - アブ・シンベル空港 - アブ・シンベル
- HECA (CAI) - カイロ国際空港 - カイロ
- HECW - Cairo West Airport - Cairo West
- HEGN (HRG) - フルガダ国際空港 - フルガダ
- HEGO (HGO) - El Gona Airport（英語版） - フルガダ
- HEGR (EGH) - El Gora Airport（英語版） - El Gora
- HELX (LXR) - ルクソール国際空港 - ルクソール
- HEMA (RMF) - マルサ・アラム国際空港 - マルサ・アラム（英語版）
- HEMM (MUH) - Mersa Matruh Airport（英語版） - マルサ・マトルーフ
- HENV (UVL) - New Valley Airport - New Valley
- HEOC 6th of October Airport
- HEOW (GSQ) - Sharq Al-Owainat Airport（英語版） - Sharq Al-Owainat（英語版）
- HEPS (PSD) - Port Said Airport（英語版） - Port Said
- HESC (SKV) - St. Catherine International Airport（英語版） - Saint Catherine, Egypt（英語版）
- HESH (SSH) - シャルム・エル・シェイク国際空港 - シャルム・エル・シェイク
- HESN (ASW) - アスワン国際空港 - アスワン
- HEMB (HMB) - Sohag Airport - ソハーグ

- HETB (TCP) - タバ国際空港（英語版） - タバ
- HETR El Tor International Airport

## HH - エリトリア
カテゴリと一覧も参照
- HHAS (ASM) - アスマラ国際空港 - アスマラ
- HHMS (MSW) - マッサワ国際空港 - マッサワ
- HHSB (ASA) - アッサブ国際空港 - アッサブ
- HHTS (TES) - Teseney Airport - Teseney（英語版）

## HK - ケニア
カテゴリと一覧も参照
- HKAM (ASV) - アンボセリ空港（英語版） - アンボセリ
- HKEL (EDL) - エルドレット国際空港 - エルドレット
- HKES (EYS) - Eliye Springs Airport（英語版） - Eliye Springs（英語版）
- HKFG (KLK) - Kalokol Airport（英語版） - Kalokol（英語版）
- HKGA (GAS) - ガリッサ空港（英語版） - ガリッサ
- HKHO (HOA) - Hola Airport（英語版） - ホラ (ケニア)
- HKJK (NBO) - ジョモ・ケニヤッタ国際空港 (以前はナイロビ国際空港) - ナイロビ
- HKKI (KIS) - キスム国際空港 - キスム
- HKKL (ILU) - Kilaguni Airport（英語版） - Kilaguni（英語版）
- HKKR (KEY) - Kericho Airport（英語版） - Kericho（英語版）
- HKKT (KTL) - キタレ空港（英語版） - キタレ
- HKLO (LOK) - Lodwar Airport（英語版） - Lodwar（英語版）
- HKLU (LAU) - Mwana Airport（英語版） - ラム
- HKLY (LOY) - Loiyangalani Airport（英語版） - Loiyangalani（英語版）
- HKMA (NDE) - マンデラ空港（英語版） - マンデラ
- HKMB (RBT) - Marsabit Airport（英語版） - Marsabit（英語版）
- HKML (MYD) - マリンディ空港（英語版） - マリンディ
- HKMO (MBA) - モイ国際空港 - モンバサ
- HKMY (OYL) - Moyale Lower Airport（英語版） - モヤレ
- HKNI (NYE) - ニエリ空港（英語版） - ニエリ
- HKNK (NUU) - ナクル空港（英語版） - ナクル
- HKNW (WIL) - Wilson Airport (Kenya)（英語版） - ナイロビ
- HKNY (NYK) - Nanyuki Airport（英語版） - Nanyuki（英語版）
- HKRE - Moi Air Base（英語版） - ナイロビ
- HKSB (UAS) - Samburu Airport（英語版） - Samburu National Reserve（英語版）
- HKWJ (WJR) - ワジール空港（英語版） - ワジール

## HL - リビア
カテゴリと一覧も参照
- HLGT (GHT) - ガート空港（英語版） - ガート
- HLKF (AKF) - クフラ空港 - クフラ（英語版）
- HLLB (BEN) - ベニナ空港 - ベンガジ
- HLLM (MJI) - ミティガ国際空港 - トリポリ
- HLLQ (LAQ) - ラ・アブラク国際空港（英語版） - アルバイダ
- HLLS (SEB) - セブハ空港 - セブハ
- HLLT (TIP) - トリポリ国際空港 - トリポリ
- HLMB (LMQ) - マルサ・ブレガ空港（英語版） - ブレガ
- HLTD (LTD) - ガダミス・イースト空港 - ガダミス
- HLMS (MRA) - ミスラタ空港 - ミスラタ

## HR - ルワンダ
カテゴリと一覧も参照
- HRYG (GYI) - ギセニ空港（英語版） - ギセニ
- HRYI (BTQ) - ブタレ空港（英語版） - ブタレ
- HRYR (KGL) - キガリ国際空港 (以前はグレゴワール・カイバンダ国際空港) - キガリ
- HRYU (RHG) - ルヘンゲリ空港（英語版） - ルヘンゲリ
- HRZA (KME) - カメンベ空港（英語版） - チャンググ

## HS - スーダン、南スーダン

### スーダン
カテゴリと一覧も参照
- HSAT (ATB) – アトバラ空港（英語版） – アトバラ
- HSDB (EDB) – Eldebba Airport – Eldebba
- HSDN (DOG) – ドンゴラ空港（英語版） – ドンゴラ
- HSFS (ELF) – エル＝ファーシル空港（英語版） – エル＝ファーシル
- HSGG (DNX) – Galegu Airport（英語版） – Dinder
- HSGN (EGN) – ジュナイナ空港（英語版） – ジュナイナ
- HSKA (KSL) – カッサラ空港（英語版） – カッサラ
- HSKG (GBU) – Khashm El Girba Airport（英語版） – カシム・エル・ジルバ
- HSKI (KST) – Rabak Airport（英語版） – コスティ
- HSMR (MWE) – メロウェ空港 – メロウェ
- HSNH (NUD) – En Nahud Airport（英語版） – ナフド
- HSNN (UYL) – ニャラ空港（英語版） – ニャラ
- HSOB (EBD) – エル・オベイド空港（英語版） – オベイド
- HSPN (PZU) – ポートスーダン新国際空港 – ポートスーダン
- HSSP – Port Sudan Military Airport – ポートスーダン
- HSSS (KRT) – ハルツーム国際空港 – ハルツーム
- HSSW (WHF) – ワジハルファ空港（英語版） – ワジハルファ

### 南スーダン
カテゴリと一覧も参照
- HSAK – Akobo Airport（英語版） – Akobo, South Sudan（英語版）
- HSAW – アウェル空港（英語版） – アウェル
- HSBR – ボル空港 (南スーダン)（英語版） – ボル
- HSBT – Bentiu Airport（英語版） – Bentiu（英語版）
- HSGO – Gogrial Airport（英語版） – Gogrial（英語版）
- HSKJ – Kago Kaju Airport（英語版） – カジョ・ケジ
- HSKP – Kapoeta Airport（英語版） – Kapoeta（英語版）
- HSMD – Maridi Airport（英語版） – Maridi（英語版）
- HSMK (RBX) – ルンベク空港（英語版） – ルンベク
- HSNM – Nimule Airport（英語版） – Nimule（英語版）
- HSFA – Paloich Airport – Paloich
- HSPA – Pochalla Airport（英語版） – Pochalla（英語版）
- HSPI – Pibor Airport（英語版） – Pibor（英語版）
- HSRJ – Raga Airport（英語版） – Raga, South Sudan（英語版）
- HSRN – Renk Airport（英語版） – レンク
- HSSJ (JUB) – ジュバ空港 - ジュバ
- HSSM (MAK) – マラカル空港（英語版） – マラカル
- HSTO – Tonj Airport（英語版） – Tonj（英語版）
- HSTR – Torit Airport（英語版） – Torit（英語版）
- HSTU – Tumbura Airport（英語版） – Tumbura（英語版）
- HSWW (WUU) – ワーウ空港（英語版） – ワーウ
- HSYA – Yambio Airport（英語版） – Yambio（英語版）
- HSYE – Yei Airport（英語版） – イェイ
- HSYL – Yirol Airport（英語版） – Yirol（英語版）

## HT - タンザニア
カテゴリと一覧も参照
- HTAR (ARK) - アルーシャ空港（英語版） - アルーシャ
- HTBU (BKZ) - ブコバ空港（英語版） - ブコバ
- HTDA (DAR) - ジュリウス・ニエレレ国際空港 - ダルエスサラーム
- HTDO (DOD) - Dodoma Airport（英語版） - ドドマ
- HTIR (IRI) - イリンガ空港（英語版） - イリンガ
- HTKA (TKQ) - キゴマ空港（英語版） - キゴマ
- HTKI (KIY) - キルワ・マソコ空港（英語版） - キルワ・マソコ
- HTKJ (JRO) - キリマンジャロ国際空港 - キリマンジャロ
- HTLI (LDI) - Lindi Kikwetu Airport（英語版） - リンディ
- HTLM (LKY) - マニャラ湖空港（英語版） - マニャラ湖
- HTMA (MFA) - マフィア空港（英語版） - マフィア
- HTMB (MBI) - ムベヤ空港（英語版） - ムベヤ
- HTMD (MWN) - Mwadui Airport - Mwadui（英語版）
- HTMI (XMI) - Masasi Airport（英語版） - マサシ
- HTMP - Mpanda Airport（英語版） - ムパンダ
- HTMS (QSI) - モシ空港（英語版） - モシ
- HTMT (MYW) - ムトワラ空港（英語版） - ムトワラ
- HTMU (MUZ) - ムソマ空港 - ムソマ
- HTMW (MWZ) - ムワンザ空港（英語版） - ムワンザ
- HTNA (NCH) - Nachingwea Airport（英語版） - Nachingwea（英語版）
- HTNJ (JOM) - Njombe Airport - ンジョンベ
- HTPE (PMA) - ペンバ空港（英語版） - ペンバ島
- HTSN (SEU) - Seronera Airport - Seronera（英語版）
- HTSO (SGX) - ソンゲア空港（英語版） - ソンゲア
- HTSU (SUT) - スンバワンガ空港（英語版） - スンバワンガ
- HTSY (SHY) - シニャンガ空港（英語版） - シニャンガ
- HTTB (TBO) - タボラ空港（英語版） - タボラ
- HTTG (TGT) - タンガ空港（英語版） - タンガ
- HTZA (ZNZ) - ザンジバル空港 - ザンジバル

## HU - ウガンダ
カテゴリと一覧も参照
- HUAJ       - Adjumani Airport（英語版） - Adjumani（英語版）
- HUAR (RUA) - Arua Airport（英語版） - Arua（英語版）
- HUBU       - Bundibugyo Airport（英語版） - Bundibugyo（英語版）
- HUEN (EBB) - エンテベ国際空港 - エンテベ (カンパラ近郊)
- HUGU (ULU) - Gulu Airport（英語版） - グル
- HUJI (JIN) - ジンジャ空港（英語版） - ジンジャ
- HUKC (KLA) - カンパラ空港（英語版） - カンパラ
- HUKB       - Kabale Airport（英語版） - Kabale（英語版）
- HUKF (KBG) - Kabalega Falls Airport（英語版） - Kabalega Falls（英語版）
- HUKS (KSE) - Kasese Airport（英語版） - カセセ
- HUKO       - Kotido Airport（英語版） - Kotido（英語版）
- HUMA (MBQ) - Mbarara Airport（英語版） - ムバララ
- HUMI (KCU) - Masindi Airport（英語版） - Masindi（英語版）
- HUPA (PAF) - Pakuba Airport（英語版） - Pakuba（英語版）
- HUSO (SRT) - Soroti Airport（英語版） - Soroti（英語版）
- HUTO (TRY) - トロロ空港（英語版） - トロロ